# 3534 Сакс
3534 Сакс (3534 Sax) — астероїд головного поясу, відкритий 15 грудня 1936 року.
Тіссеранів параметр щодо Юпітера — 3,304.